# 布劳瑙县

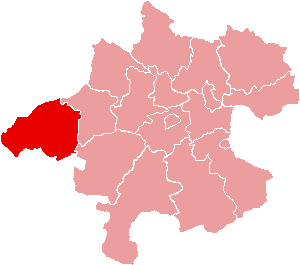
布劳瑙县在上奥地利州的位置

布劳瑙县（Bezirk Braunau）是奥地利上奥地利州所辖的一个县。总面积1040.4平方公里，总人口95189，人口密度91人/平方公里（2001年）。行政中心位于因河畔布劳瑙。

## 行政区域
布劳瑙县辖有46个市镇。